# AFC Wimbledon
AFC Wimbledon is een professionele Engelse voetbalclub gevestigd in Merton, Groot-Londen. 
De club werd in 2002 opgericht door fans van het oude Wimbledon FC nadat de club aankondigde naar Milton Keynes te verhuizen, ruim 100 kilometer buiten Londen. In 2003 vond de verhuizing daadwerkelijk plaats, en een jaar later veranderde de clubleiding de naam in Milton Keynes Dons FC. AFC Wimbledon wordt echter gezien als de echte opvolger van Wimbledon FC. Deze club speelt op enkele kilometers van Wimbledon, in Kingston, en bereikte na vijf promoties in negen jaar in 2011 het profvoetbal. 
Het doel van AFC Wimbledon is sinds het afscheid van Milton Keynes Dons altijd geweest om terug te keren naar Merton, het district van Groot-Londen waar Wimbledon onder valt en waar de oorspronkelijke club is opgericht. In 2019 werd bevestigd dat de club daadwerkelijk zou kunnen terugkeren naar haar eigen buurt. Het nieuwe stadion, gelegen op om en nabij dezelfde grond (Plough Lane) als waar de club speelde na haar oprichting, biedt plaats aan 9.300 mensen en werd geopend in 2020. 

In oktober 2006 bereikte de club een overeenstemming met Milton Keynes Dons FC over de historie van Wimbledon FC. Milton Keynes zou niet meer claimen de voortzetting van Wimbledon FC te zijn en AFC zou voortaan door het leven gaan als de opvolger van Wimbledon FC. In augustus 2007 werden alle behaalde prijzen - inclusief de FA Cup van 1988 - aan het gemeentebestuur van Merton overhandigd. AFC Wimbledon is de eerste club in het Engelse betaalde voetbal die deze eeuw is opgericht. De club houdt het Engelse record van de meeste ongeslagen matchen: tussen 2003 en 2005 bleef de club 78 wedstrijden zonder nederlaag, gespreid over 3 seizoenen.
De allereerste wedstrijd van AFC Wimbledon op 10 juli 2002 werd door 4.657 fans gevolgd, grotendeels supporters van AFC. De wedstrijd ging met 4-0 verloren bij Sutton United FC. Deze tegenstander was niet willekeurig gekozen. Sutton United was namelijk in 1963 de tegenstander van Wimbledon FC in de FA Cup finale van de amateurs, een eindstrijd die gewonnen werd door Wimbledon. De eerste thuiswedstrijd van AFC Wimbledon in Kingston-upon-Thames, in het stadion Kingsmeadow, was op 21 augustus 2002 in de regionale competitie Combined Counties Football League Premier Division tegen Chipstead (1-2) voor 4.262 toeschouwers.
De club trok in de Isthmian League Premier Division ruim 2.600 toeschouwers gemiddeld en trok in de Conference South bijna 4.000 toeschouwers gemiddeld, ver boven het gemiddelde in deze klasse, het hoogste aantal van alle 44 club op dat niveau indertijd en zelfs nog hoger dan 8 Football League clubs.
De eerste twee seizoenen speelde de club in de Combined Counties League Premier Division. In het tweede seizoen promoveerde AFC Wimbledon (ongeslagen) naar de (inmiddels in 2 divisies verdeelde) Isthmian League First Division. Ook in de First Division werden ze kampioen (opnieuw ongeslagen) waardoor de club doorstootte naar de Isthmian League Premier Division. AFC eindigde als 4de en probeerde via de play-offs promotie naar de Conference South te bewerkstelligen. De ploeg verloor echter van Fisher Athletic FC. Een seizoen later eindigde AFC Wimbledon vijfde waardoor weer aan de play-offs kon worden deelgenomen. Weer ging het fout: Bromley FC was met 1-0 te sterk. In 2008 promoveerde AFC Wimbledon bij de derde poging wel. Met een derde plaats werden de play-offs bereikt. In de halve finale werd er thuis van AFC Hornchurch met 3-1 gewonnen. De finale was op 3 mei 2008 uit tegen Staines Town FC en werd met 1-2 gewonnen, waardoor AFC Wimbledon promoveerde naar de Conference South. De Conference South is het 6e niveau in Engeland en het 2e niveau in het amateurvoetbal.
In het seizoen 2008/2009 werd er weer een mijlpaal bereikt, door een 0-1-overwinning bij Maidstone United FC behaalde AFC Wimbledon voor het eerst het hoofdtoernooi van de FA Cup. Op het eigen Kingsmeadow was Wycombe Wanderers FC met 1-4 te sterk. Tot veler verbazing werd AFC Wimbledon op 25 april 2009 weer kampioen, de club won met 3-0 van St. Albans City FC en verzekerde zich zo van het kampioenschap en de promotie naar de Conference National.
Op 21 mei 2011 bereikte de club een mijlpaal door in de play-off finale Luton Town FC na het nemen van strafschoppen te verslaan (0-0, 4-3 na penalty's). Hierdoor promoveerde AFC Wimbledon 9 jaar na de heroprichting naar de Football League.
Op 2 december 2012 vond de eerste en onvermijdelijke confrontatie plaats tussen MK Dons en AFC Wimbledon. MK Dons won het beladen FA Cup-duel voor eigen publiek met 2-1. Pas in de uiterste slotfase kon MK Dons de winst veilig stellen tegen het 1 klasse lager spelende AFC Wimbledon.
In seizoen 2012/13 leek de club op degradatie af te stevenen, maar door een overwinning op de laatste speeldag kon de club het behoud verzekeren. Gedurende het seizoen 2013/2014 verbleef Wimbledon lange tijd in de middenmoot maar door een zwakke slotserie eindigde de club weer als 20e in de eindrangschikking.
Op 7 oktober 2014 boekte AFC Wimbledon een psychologisch enorm belangrijke overwinning door MK Dons voor de Football League Trophy uit met 2-3 te verslaan. Dit was de eerste overwinning op MK Dons, dat in het seizoen 2014/2015 1 klasse hoger speelt.
Op 5 januari 2015 kwam het tot een andere gedenkwaardige ontmoeting in de 3e ronde van de FA Cup. Voor een uitverkocht huis speelde Wimbledon tegen Liverpool FC dat dankzij twee goals van Steven Gerrard nipt met 1-2 wist te winnen, nadat Wimbledon eerder op gelijke hoogte was gekomen. In de slotfase miste Wimbledon enkele grote kansen op de gelijkmaker. De media in Engeland besteden in de aanloop naar dit duel ruime aandacht aan de historische FA Cup finale van 1988 tussen de twee clubs.
In het seizoen 2015/16 eindigde Wimbledon als 7e in de competitie, waarna het deel mocht nemen aan de play-offs voor promotie. Hierin kwam het in de finale tegenover Plymouth Argyle te staan. Wimbledon won deze wedstrijd met 2-0, waardoor het voor het eerst in de historie (als AFC) promoveert naar de Football League One. Deze play-off finale werd op 30 mei 2016 in het Wembley stadion gespeeld voor 57,956 toeschouwers. Omdat MK Dons hetzelfde seizoen degradeerde uit de Football League Championship naar de League One zullen de aartsrivalen elkaar in het seizoen 2016/2017 voor het eerst in competitieverband treffen.
In 2018 degradeerde Milton Keynes Dons uit de League 1 naar de League 2. AFC Wimbledon handhaafde zich ternauwernood in de League 1. In het 2018/2019 seizoen kwam AFC Wimbledon voor het eerst in een hogere divisie uit dan Milton Keynes.
Na tegenvallende resultaten aan de start van seizoen 2018/19, scheidden in november 2018 na meer dan zes jaar, de wegen van AFC Wimbledon en Manager Neil Ardley (en assistant-manager Neil Cox). Op 5 december 2018 werden oud Wimbledon FC spelers Wally Downes (manager) en Glyn Hodges (assistant-manager) aangesteld. Degradatie leek lange tijd onvermijdelijk, maar door een sterke reeks wedstrijden aan het eind van het seizoen wist de club zich op doelsaldo op het allerlaatste moment te handhaven. In hetzelfde seizoen wist Milton Keynes Dons te promoveren naar de League 1, waarmee de rivalen elkaar wederom zullen treffen in het seizoen 2019-2020. Na de degradatie in 2022 bereikte de club uit Londen pas in hun derde seizoen de play-offs. In de finale werd er gewonnen van Walsall en keert AFC Wimbledon na drie jaar afwezigheid terug in de League One. 

## Stadion
Sinds de oprichting speelt AFC Wimbledon hun thuiswedstrijden in het Kingsmeadow stadion. Ze deelden dit stadion tot 2017 met de amateurclub Kingstonian FC. Het stadion is eigendom van Chelsea en wordt tevens gebruikt voor de wedstrijden van het vrouwen team van Chelsea. In 2018 werd bekend gemaakt dat een hondenren stadion in Merton (de wijk waar Wimbledon vandaan komt) omgebouwd werd tot een voetbalstadion. Dit nieuwe AFC Wimbledon stadion zal op ongeveer 200 meter afstand liggen van het stadion dat gebruikt werd door FC Wimbledon. Het stadion werd voor het eerst bespeeld door AFC Wimbledon op 3 november 2020 in een wedstrijd tegen Doncaster Rovers.

## Seizoenen voor 2010
- 2002/03: (9) Combined Counties Football League Premier Division, 3e
- 2003/04: (9) Combined Counties Football League Premier Division, 1e
- 2004/05: (8) Isthmian League First Division, 1e
- 2005/06: (7) Isthmian League Premier Division, 4e
- 2006/07: (7) Isthmian League Premier Division, 5e
- 2007/08: (7) Isthmian League Premier Division, 3e
- 2008/09: (6) Conference South, 1e

## Eindklasseringen vanaf 2009/10
- 2003 3e
Combined Counties Football League Premier Division
- 2004 1e
Combined Counties Football League Premier Division
- 2005 1e
Isthmian League First Division
- 2006 4e
Isthmian League Premier Division
- 2007 5e
Isthmian League Premier Division
- 2008 3e
Isthmian League Premier Division
- 2009 1e
Conference South
- 2010 8e
Conference Premier
- 2011 2e
Conference Premier
- 2012 16e
League Two
- 2013 20e
League Two
- 2014 16e
League Two
- 2015 15e
League Two
- 2016 7e
League Two
- 2017 15e
League One
- 2018 18e
League One
- 2019 20e
League One
- 2020 20e
League One
- 2021 19e
League One
- 2022 23e
League One
- 2023 21e
League Two
- 2024 10e
League Two
- 2025 5e
League Two

- League One
- League Two
- National League
- National League South
- Isthmian League Premier Division
- Combined Counties Football League Premier Division
- Isthmian League First Division

ⓘ In 1992 invoering van de Premier League en opheffing van de Fourth Division; in 2004 opheffing van de First, Second en Third Division.

## Bekende (oud-)spelers
- Pim Balkestein
- Kieran Gibbs (jeugd)
- Vinnie Jones